# Amber Heard
Amber Laura Heard (Austin (Texas), 22 april 1986) is een Amerikaans actrice. Ze maakte in 2004 zowel haar filmdebuut in Friday Night Lights als haar televisiedebuut, met gastrolletjes in de series Jack & Bobby en The Mountain.

## Biografie
Nadat Heard in 2004 een cv met filmrollen begon op te bouwen, voegde ze daar in 2008 een wat langere rol in een televisieserie aan toe. In Hidden Palms verscheen ze acht afleveringen als Greta Matthews. Daarnaast speelde ze eenmalige gastrollen in The O.C. (2005), Criminal Minds (2006) en Californication (2007).
Heard speelde in films meestal bijrollen. In All the Boys Love Mandy Lane had ze daarentegen een hoofdrol als het titelpersonage. Daarnaast vertolkte ze de rol van 'Piper' in de film Drive Angry die op 24 februari 2011 in Nederland en België in première ging. In 2015 speelde ze mee in The Danish Girl.

## Persoonlijk
In maart 2008 trouwde ze in het geheim met fotografe Tasya van Ree en veranderde ze haar naam in Amber van Ree. In juni 2012 gingen Heard en Van Ree uit elkaar. 
Diezelfde maand werd haar relatie met acteur Johnny Depp bevestigd. Heard speelde naast hem in The Rum Diary, en trouwde met Depp in februari 2015. In mei 2016 vroeg Heard de scheidingspapieren aan vanwege huiselijk geweld en eiste een straatverbod tegen Depp, waarna ze niet veel later zelf beschuldigd werd voor verbaal en fysiek huiselijk geweld, waaronder het afsnijden van de top van zijn vinger. Een geluidsopname van 2015 uitgegeven door Daily Mail waarin ze toegaf Depp te hebben geslagen, gaf een ommekeer in haar initiële steun van het publiek en van #MeToo-activisten, die voelden zich bedrogen omdat ze de beweging misbruikt zou hebben. Ze werd aangeklaagd door Depp voor laster, omdat ze een artikel schreef voor The Washington Post waarin ze stelde slachtoffer te zijn van huiselijk geweld. Daarna had ze anderhalf jaar een relatie met techmiljardair Elon Musk.
Amber Heard verloor op alle punten de rechtszaak die Johnny Depp had aangespannen op 1 juni 2022. De rechtbank verklaarde haar schuldig op alle drie de punten. In december 2022 werd bekend dat Heard en Depp een schikking hebben getroffen. Beiden trekken het ingestelde hoger beroep in. De overeenkomst tussen de twee houdt onder meer in dat Heard 1 miljoen dollar aan Depp betaalt.

## Filmografie
- Bibsys: 10083383
- Biblioteca Nacional de España: XX4774474
- Bibliothèque nationale de France: cb15989415c (data)
- Catàleg d'autoritats de noms i títols de Catalunya: 981058608360006706
- Gemeinsame Normdatei: 142117072
- International Standard Name Identifier: 0000 0001 1575 4145
- Library of Congress Control Number: n2008084109
- MusicBrainz: f7ff0f5f-e5aa-4517-98da-3ad61c93eedd
- Nationale Bibliotheek van Tsjechië: xx0218435
- Nederlandse Thesaurus van Auteursnamen: 40388649X
- Système universitaire de documentation: 156424088
- Virtual International Authority File: 75796281
- WorldCat: E39PBJm4QxtfGcykQBBhGMCRKd